# Richard Eric Holttum
Richard Eric Holttum (* 26. Juli 1895 in Linton, Cambridgeshire; † 18. September 1990 in London) war ein englischer Botaniker. Sein offizielles botanisches Autorenkürzel lautet „Holttum“.

## Leben und Wirken
Richard Eric Holttums Eltern waren Quäker, und auch er blieb sein Leben lang bekennender Quäker. Nachdem er 1920 am St. John’s College in Cambridge einen Universitätspreis für Botanik gewonnen hatte, wurde er Assistent bei Albert C. Seward. Mit diesem unternahm er unter anderem eine Expedition nach Grönland, um dessen frühere tropische Flora anhand von Fossilien zu untersuchen.
Bereits 1922 wendete er sich der rezenten Tropenflora zu und wurde Assistant Director der Singapore Botanic Gardens; einige Jahre später wurde er dessen Direktor. In seiner wissenschaftlichen Arbeit bildeten Farne und Orchideen bald den Schwerpunkt; daneben befasst er sich beispielsweise mit Ingwergewächsen und Bambus. Feldforschungen führten ihn in viele Teile Südostasiens.
1949 wurde er der erste Botanikprofessor an der University of Malaya. 1955 kehrte er nach England zurück und setzte seine taxonomischen Arbeiten in Kew fort.

## Ehrungen
Zu den Auszeichnungen, die Richard Eric Holttum entgegennehmen konnte, zählen die Linné-Medaille (1964) und die Victoria Medal of Honour.
Nach Holttum benannt sind die Pflanzengattungen Holttumiella Copel. aus der Familie der Frauenhaarfarne (Adiantaceae), Holttumochloa K.M.Wong aus der Familie der Süßgräser (Poaceae) und Rehia Fijten (gebilder aus R.E.H.) aus derselben Familie.